# Praga 20
Praga 20 – dzielnica Pragi rozciągająca się na wschód od centrum miasta, na wschód od Wełtawy.
Obszar dzielnicy wynosi 16,95 km² i jest zamieszkiwany przez 14 571 mieszkańców (2008).